# KOI-94
KOI-94 — звезда, которая находится в созвездии Лебедя на расстоянии около 1369 световых лет от нас. Вокруг звезды обращаются, как минимум, четыре планеты.

## Характеристики
KOI-94 представляет собой звезду несколько больше и горячее Солнца. Её масса оценивается в 1,25 ± 0,04 солнечных, радиус - в 1,24 солнечных, температура фотосферы составляет 6116 ± 30 К, возраст системы - 3,9 ± 0,3 млрд. лет.